# حاجی‌لار (ورزقان)
حاجی‌لار یکی از روستاهای استان آذربایجان شرقی است که در دهستان ارزیل بخش خاروانا شهرستان ورزقان واقع شده‌است.
جمعیت این روستا، برپایهٔ نتایج سرشماری عمومی نفوس و مسکن سال ۱۳۸۵ خورشیدی، ۸۶ نفر بوده‌است.